# Вест-Терсхеллінг
Вест-Терсхеллінг (нід. West-Terschelling) — село в нідерландській провінції Фрисландія. Адміністративний центр муніципалітету Терсхеллінг, який займає територію однойменного острова.
Населення села станом на 2017 рік складало 2602 осіб.

## Галерея

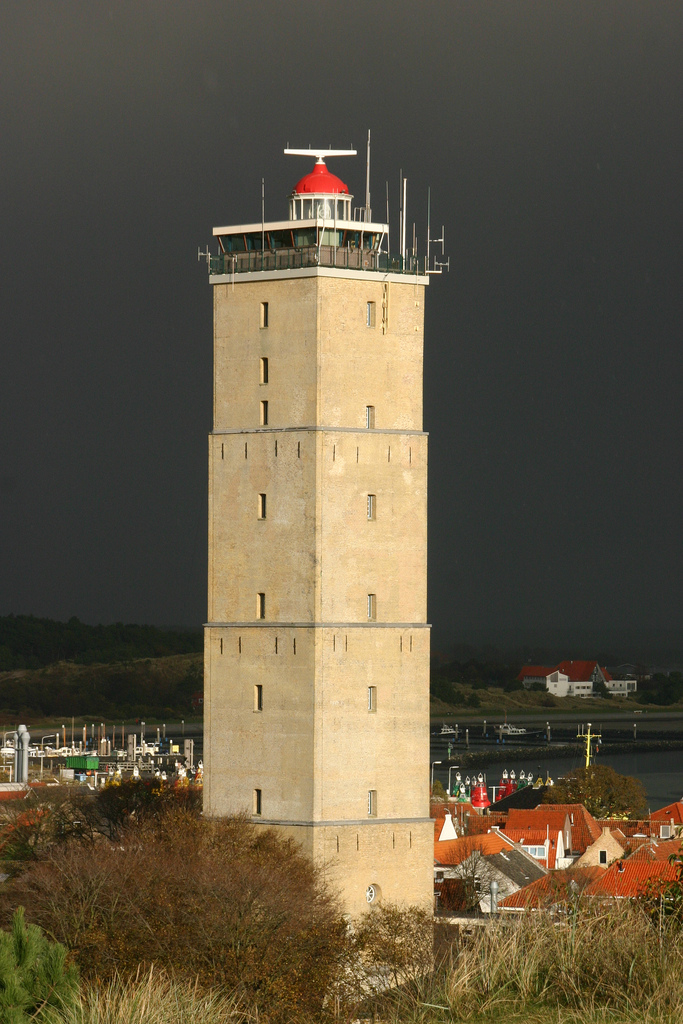
Маяк Brandaris
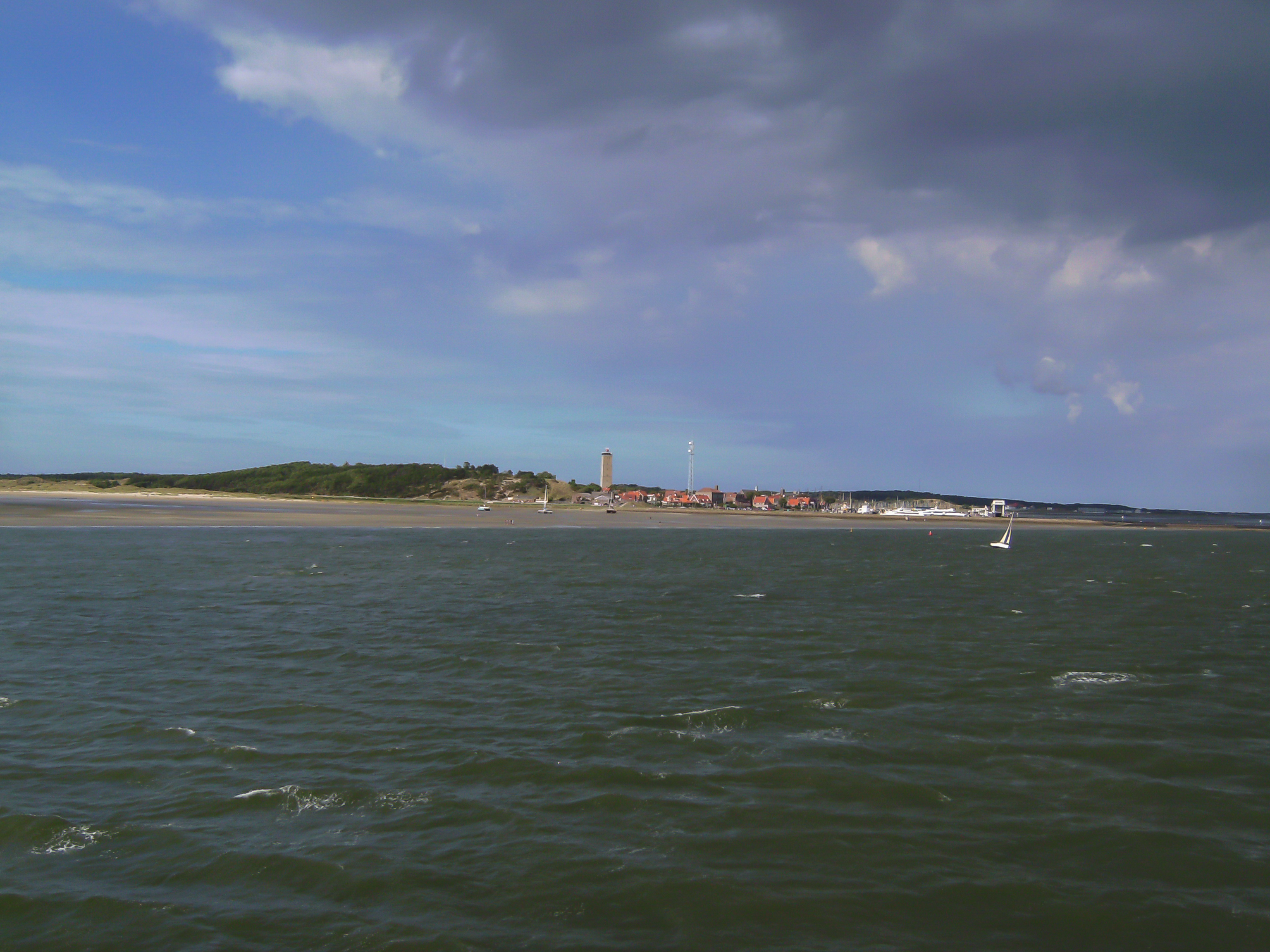
Панормама села
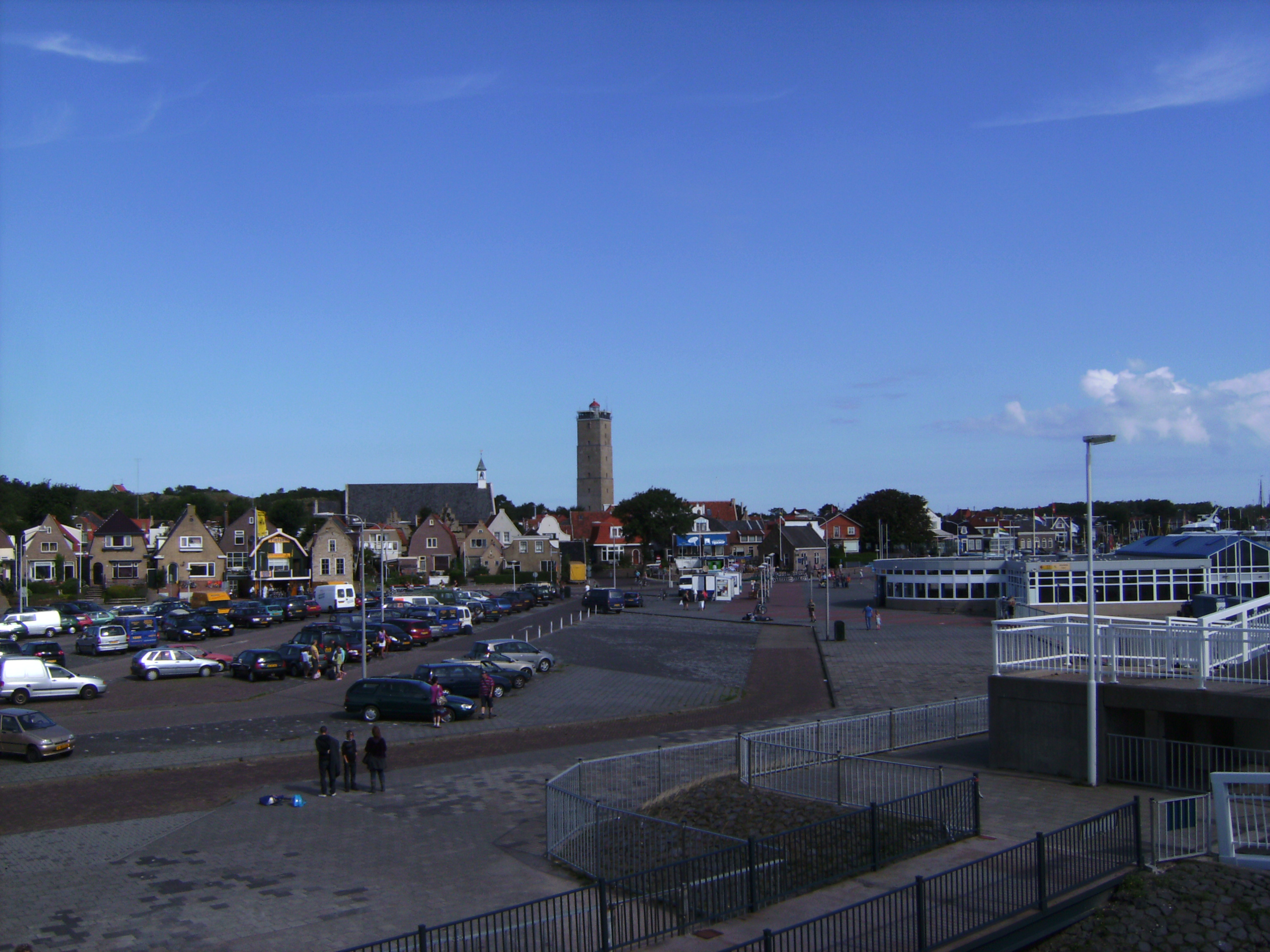
Вид на село з боку порту
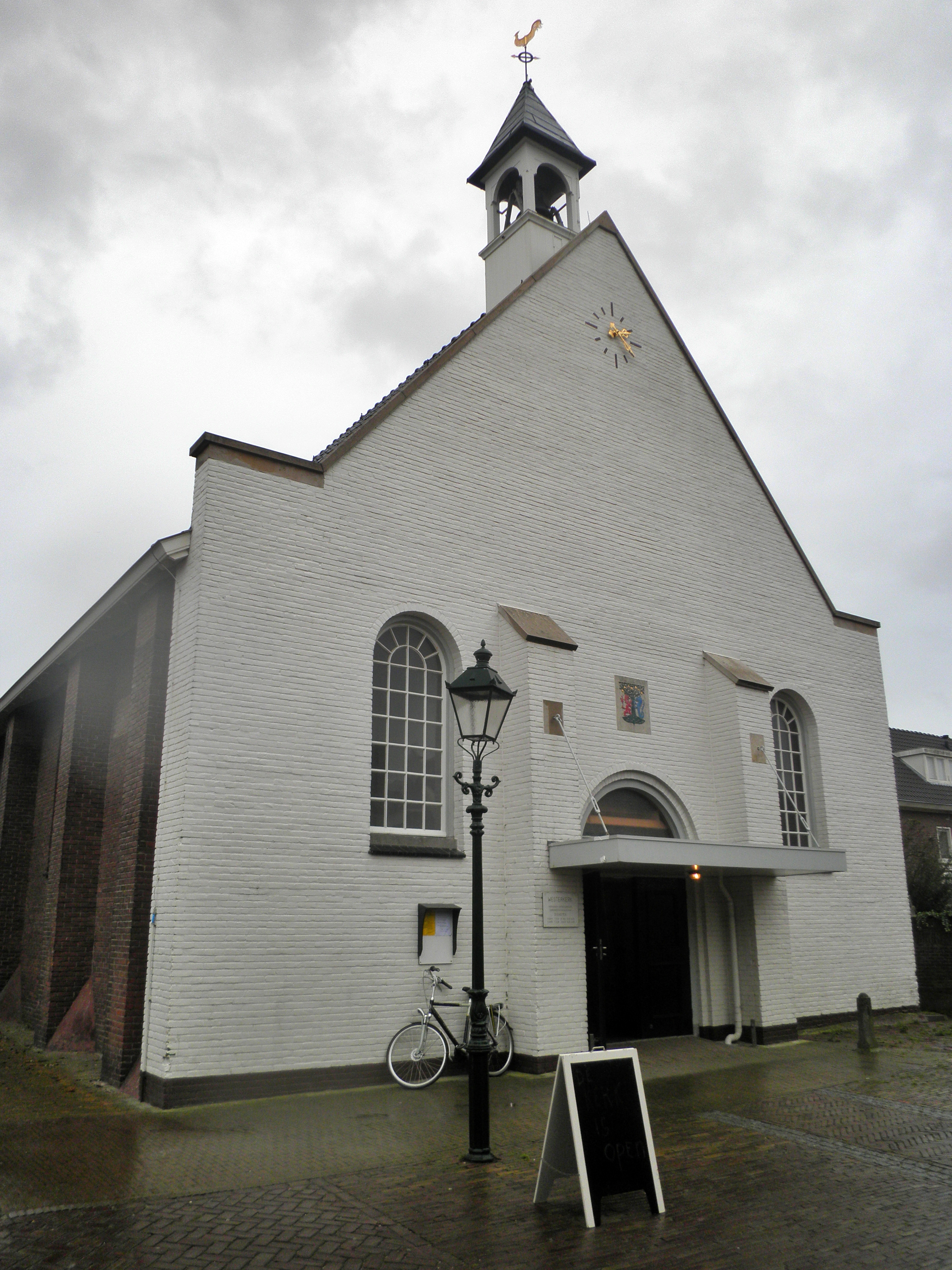
Західна церква